# Hernán Ronsino

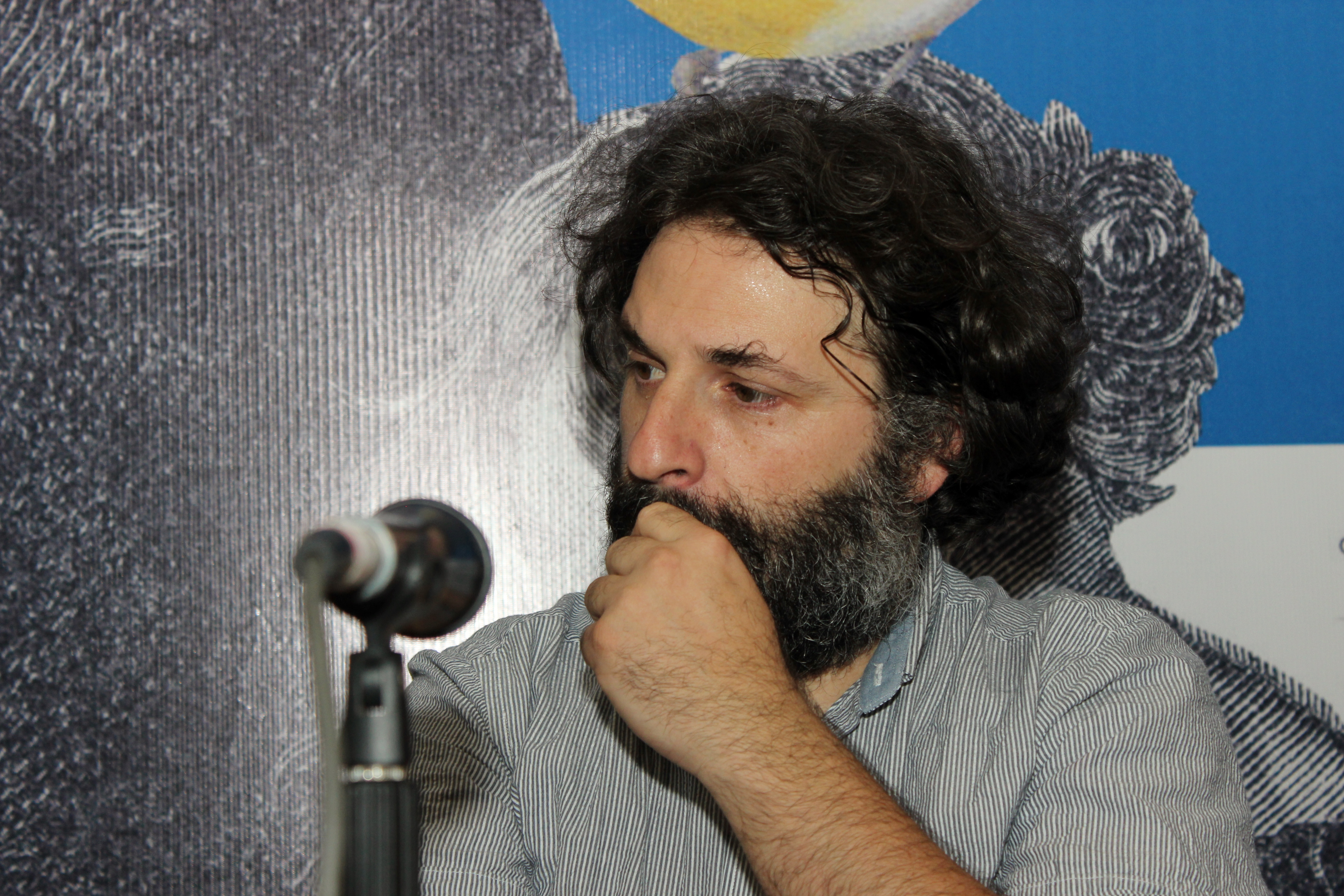
Hernán Ronsino

Hernán Ronsino (* 1975 in Chivilcoy) ist ein argentinischer Schriftsteller.

## Leben
Hernán Ronsino zog nach dem Schulbesuch aus Chivilcoy, einer Mittelstadt in der Pampa, nach Buenos Aires, wo er Soziologie studierte. Ronsino lehrt Soziologie an der Universität Buenos Aires und an der Facultad Latinoamericana de Ciencias Sociales (FLASCO). Von Januar bis Juni 2018 lebte er auf Einladung des Literaturhauses Zürich und der Stiftung PWG als Writer in Residence in der Schweiz. Während dieser Zeit entstand die Novelle Cameron.
In seinen Büchern Letzter Zug nach Buenos Aires, Lumbre und In Auflösung, der sogenannten Pampa-Trilogie, erzählt er Geschichten aus der argentinischen Provinz, die auch sprachlich im Lokalen verwurzelt sind. Die Bücher erkunden „stilsicher und zugleich experimentierfreudig das persönliche und kollektive Erinnern in seiner Heimatstadt Chivilcoy, die einst als Modell für den Fortschritt galt“ (Dagmar Ploetz). Mit seinen Prosawerken in der Tradition des nouveau roman zählt er „zu den bedeutendsten lateinamerikanischen Erzählern“.

## Werke
- Cameron. Eterna Cadencia, Buenos Aires 2018, ISBN 978-987-712-152-0
  - Cameron. Übersetzung von Luis Ruby. Bilger, Zürich 2020, ISBN 978-3-03762-085-4
- La descomposición (= Interzona Latinoamericana, 47). Interzona, Buenos Aires 2007, ISBN 987-1180-49-7. Neuausgabe: Eterna Cadencia, Buenos Aires 2014, ISBN 987-712-028-3.
  - In Auflösung. Übersetzung von Luis Ruby. Bilger, Zürich 2018, ISBN 978-3-03762-072-4
- Lumbre. Eterna Cadencia Editora, Buenos Aires 2013, ISBN 978-987-1673-99-5.
  - Lumbre. Übersetzung und mit einem Nachwort von Luis Ruby. Fotografien von Pocha Silva. Bilger, Zürich 2016, ISBN 978-3-03762-055-7.
- Caballo. La Propia Cartonera, Montevideo 2011, OCLC 903511082.
- Glaxo. Eterna Cadencia Editora, Buenos Aires 2009. 2. Auflage: Colección Plan maestro, 16. Editorial Cuneta, Santiago de Chile 2014, ISBN 978-956-8947-37-8.
  - Letzter Zug nach Buenos Aires. Übersetzung Luis Ruby. Bilger, Zürich 2012, ISBN 978-3-03-762022-9.
- Te vomitaré de mi boca. Libris, Buenos Aires 2003, ISBN 978-987-1128-01-3.

## Auszeichnungen
- 2020 Anna Seghers-Preis[2]